# Jerzy Ostrowski (pisarz)
Jerzy Zbigniew Ostrowski (ur. styczeń 1897 w Chodelu, zm. listopad 1942 w Mauthausen-Gusen) – polski pedagog, reformator szkolnictwa, działacz społeczny, dziennikarz i powieściopisarz. Jako pedagog kierował w okresie międzywojennym kilkoma placówkami edukacyjnymi, m.in. seminariami nauczycielskimi w Mławie i Wymyślinie, gimnazjami w Równem oraz Rzeszowie. Przez pewien czas nadzorował także szkoły dla Polonii w Brazylii.
Jako autor wydał około dwudziestu powieści, zarówno dla dorosłych, jak i dla młodzieży. Stworzył także wiele artykułów prasowych i słuchowisk radiowych. Przez kilka lat był redaktorem naczelnym czasopisma „Ster”. Jako działacz społeczny i publicysta podejmował wiele palących podówczas tematów, jak opieka nad więźniami po zakończeniu odbywania przez nich kary czy warunki życia na wsi.
Aresztowany przy próbie ucieczki z okupowanej Polski, został zesłany do Auschwitz-Birkenau, a następnie do Gusen, gdzie zmarł w listopadzie 1942 roku.

## Życiorys
Jerzy Ostrowski urodził się 9 lub 13 stycznia 1897 w Chodlu, niedaleko Opola Lubelskiego. Jego rodzicami byli Stanisław, urzędnik wywodzący się ze zubożałej szlachty oraz Zofia ze Stokowskich. W dzieciństwie uczył się w szkole ludowej w rodzinnej miejscowości, następnie przeniósł się do Lublina, gdzie w 1914 zdał maturę w prywatnym gimnazjum męskim. W czasie nauki w tej szkole należał także do Związku Młodzieży Polskiej „Zet”.
Powołany do armii Imperium Rosyjskiego, ukończył przyspieszony kurs oficerski i następnie służył w jej szeregach na frontach I wojny światowej. W lipcu 1917 odniósł rany na froncie i został przeniesiony na tyły, gdzie przeszedł długą rekonwalescencję. Po podpisaniu traktatu brzeskiego i wybuchu wojny domowej w Rosji powrócił do kraju i wstąpił do Polskiej Organizacji Wojskowej, w jej ramach brał udział w rozbrajaniu wojsk austro-węgierskich w Lublinie.
Po odzyskaniu przez Polskę niepodległości wstąpił na wydział prawa nowo powstałego Katolickiego Uniwersytetu Lubelski, jednak pod koniec 1919 przeniósł się do Poznania, gdzie podjął studia na Wydziale Ekonomiczno-Politycznym Uniwersytetu Poznańskiego. Podczas studiów udzielał się w rozmaitych organizacjach młodzieżowych, był m.in. wiceprezesem Związku Młodzieży Niepodległościowej. Tytuł magistra uzyskał w 1921 roku. Przez krótki okres pracował jako redaktor w „Przeglądzie Porannym”, jednak wkrótce przeniósł się do Warszawy, gdzie przez rok kontynuował studia w warszawskim Instytucie Pedagogicznym. Jego praca dyplomowa Żywa szkoła postulowała wprowadzenie liceum ogólnokształcącego na wzór ówczesnych pięcioletnich gimnazjów. Uzupełnioną pracę wydało w 1927 wydawnictwo Gebethner i Wolff.
W latach 1924–1925 kierował Seminarium Nauczycielskim w Mławie, następnie w latach 1925-1927 – analogiczną placówką w Wymyślinie. Jego uczniami w tym okresie byli m.in. Józef Leszczyński, Piotr Józef Gołaszewski i Zbigniew Becker.
Jego pierwszą żoną była Ewa Szelburg-Zarembina (podówczas: Ewa Szelburg-Ostrowska), którą poślubił w czerwcu 1921. Para rozwiodła się w 1926, a była już żona Ostrowskiego wkrótce poślubiła Józefa Zarembę – polonistę pracującego w seminarium nauczycielskim prowadzonym przez Ostrowskiego.
W 1927 Ostrowski na półtora roku wyjechał na zlecenie Ministerstwa Wyznań Religijnych i Oświecenia Publicznego do Brazylii, gdzie został naczelnym instruktorem oświatowym nadzorującym szkoły dla tamtejszej Polonii. Po powrocie do Polski w 1928 został dyrektorem gimnazjum w Równem, a w latach 1931–1933 lub 1930–1935 pracował jako wizytator szkół w wileńskim kuratorium oświaty.
W 1933 został dyrektorem oraz nauczycielem polskiego, historii, geografii i filozofii w II Państwowym Gimnazjum Męskim im. Stanisława Sobińskiego w Rzeszowie. W rok po objęciu posady ożenił się ponownie, tym razem z polonistką żeńskiego gimnazjum w Rzeszowie Ewą Mrozówną.
W początkach 1939 wyjechał do Kanady na stypendium ufundowane przez Ministerstwo Wyznań Religijnych i Oświecenia Publicznego, miał pracować nad powieścią z życia tamtejszej Polonii. Wrócił do kraju przedterminowo, w początkach lipca, ze względu na napiętą sytuację międzynarodową. Prawdopodobnie walczył w Wojsku Polskim jako oficer rezerwy. Po klęsce wrześniowej uniknął niewoli i powrócił do Rzeszowa, jednak już w październiku 1939 został aresztowany przez Gestapo. Dzięki staraniom rodziny został po trzech tygodniach zwolniony z aresztu.
Przeniósł się do Nowego Sącza i w listopadzie 1939 spróbował przedostać się przez zieloną granicę do tworzącej się we Francji armii polskiej, jednak w okolicach Muszyny został wydany w ręce Niemców przez przewodnika. Przetrzymywany w więzieniach w Nowym Sączu i Nowym Wiśniczu, 20 czerwca 1940 został przewieziony do Oświęcimia w drugim transporcie polskich więźniów do tego obozu (numer obozowy 915).
W obozie został skierowany do pracy w magazynie żywnościowym, dzięki czemu mógł pomagać innym współwięźniom, m.in. swoim byłym wychowankom, których również zesłano do Auschwitz. Jednak w 1942 przeniesiony został do Gusen, podobozu KL Mauthausen-Gusen (numer 1665), gdzie trafił do wyniszczającej pracy w kamieniołomach. Zmarł 24 lub 27 listopada 1942 na dyzenterię.

## Publikacje
- Obok życia (1924, wznowiona w 1958[6])
- Sobieradek (1925)
- Sztandar na maszcie (1925)
- Chorągiew na dachu (1925)
- Żywa szkoła (1926)
- Ziemia Świętego Krzyża (o Brazylii, 1929)
- Myśli o wychowaniu (1924)
- Widły Wisły i Sanu (zbiór reportaży na temat warunków życia mieszkańców przyszłego COP)[7]
- Cathangara (1930)
- Kobuz (1931)
- Brazylia (1933)
- Polscy konkwistadorzy (1934)
- Historie przedhistoryczne (1938)